# Урицкое (Якутия)
Ури́цкое — село в Олёкминском районе Республики Саха (Якутия) России. Административный центр Урицкого наслега.

## География
Село находится на расстоянии 130 км к востоку от города Олёкминск, административного центра района.

## История
В 1921 году село Чекурское было переименовано в Урицкое, в честь Моисея Соломоновича Урицкого (1873—1918) — советского революционного и политического деятеля, отбывавшего ссылку в селе в 1901—1905 годах.

## Население
| 2002 | 2010 | 2021 |
| ---- | ---- | ---- |
| 329  | ↘304 | ↘246 |

## Улицы
| - ул. Валентины Орловой, - ул. Дачная, - ул. Лесная, - ул. Молодёжная, | - ул. Набережная, - ул. Центральная, - ул. Чекурская. |